# Maggie Hegyi
Margaret Kim Hegyi Terrazas (Los Ángeles, California, 9 de enero de 1976), más conocida como Maggie Hegyi, es una presentadora de televisión y escritora húngaro-mexicana nacida en Estados Unidos. 
Ha trabajado como presentadora para las cadenas TV Azteca, ADN40, Utilísima Satelital y Animal Planet.
Actualmente es presentadora para Uno TV. Es muy conocida su peculiar forma de despedirse en todos los programas que presenta, con su célebre palabra que se le quedó de un amigo: «¡Adiósss!».

## Biografía
En diciembre de 1994, ingresó a TV Azteca y fue hasta 1995 cuando hizo su primera aparición como conductora de Nintendomanía. Su carisma y talento la llevó a formar parte del equipo de conductoras del programa Con sello de mujer, que la llevó a la fama y gracias al cual se consolidó en la conducción. En la emisión participó junto con Tere Bermea, Luz Blanchet, María Inés Guerra, Anette Cuburu y Gloria Pérez-Jácome, entre otras.
Ha tenido experiencia en el modelaje realizando comerciales para más de cincuenta marcas, a la par realizaba cápsulas turísticas para Ventaneando y estudió un curso de conducción en el CEFAC de TV Azteca.
Participó en los Juegos Olímpicos de Sídney 2000 y en la Copa Mundial de Fútbol de 2002, acompañando al equipo de José Ramón Fernández, realizando reportajes especiales sobre la cultura y costumbres del lugar. De la misma forma, también participó en los Juegos Olímpicos de Atenas 2004, donde se desempeñó como parte importante del equipo de deportes, mostrándonos las bellezas de la capital griega.
Fue presentadora del programa "Tienda de diseño" para el canal de televisión argentino  Utilisima. 